# MARETU
MARETU, também conhecido como Gokuaku-P (japonês: 極悪P, “EvilP”) é um músico, produtor de Vocaloid e compositor japonês. Ele começou a lançar música Vocaloid em 2011, e a Real Sound o descreveu como um dos produtores Vocaloid representativos desde 2017.

## Artístico
O estilo musical de MARETU usa uma mistura de heavy metal, chiptune e techno-pop, e ele usou extensivamente padrões de bateria e o modo frígio em sua composição musical. Outra característica de suas músicas é o uso de elementos musicais tradicionais japoneses. Por exemplo, ele incorporou o shamisen e o kakegoe na melodia B de SIU, aplicando o modo frígio à escala de estilo japonês semelhante ao modo.
Vídeo musical do MARETU com nuvem de palavras. As letras de MARETU geralmente contam uma história relacionada ao tema. Kobashi Taiki, do KAI-YOU, descreveu suas letras como “sombrias e difíceis de entender”. MARETU sempre cria uma atmosfera desagradável em seu trabalho por meio de dissonância, efeitos sonoros com significado profundo e suspiros dolorosos.

## Vida pessoal
MARETU foi diagnosticado com autismo, transtorno de déficit de atenção e hiperatividade e depressão leve a moderada.

## Discografia

### Coin Locker Baby
Coin Locker Baby (japonês: コインロッカーベイビー) é o primeiro álbum do MARETU, lançado em 2 de março de 2016.
| Data de lançamento     | Titulo                                                    | Número do álbum. | URL     |
| ---------------------- | --------------------------------------------------------- | ---------------- | ------- |
| 2 de março de 2015     | Saishuubi (最終日)                                        | 1                | YouTube |
| 2 de fevereiro de 2013 | Coin Locker Baby (コインロッカーベイビー)                 | 2                | YouTube |
| 2 de março de 2016     | Kawaki (渇き)                                             | 3                | YouTube |
| 11 de dezembro, 2015   | Suji (スヂ)                                               | 4                | YouTube |
| 2 de março de2016      | Sanjou (惨場)                                             | 5                | YouTube |
| 27 de dezembro, 2013   | Shoujo Keshigomu (少女ケシゴム)                           | 6                | YouTube |
| 28 de agosto de 2015   | Scrumize (スクラマイズ)                                   | 7                | YouTube |
| 17 de setembro de 2015 | Born before (うまれるまえは)                              | 8                | YouTube |
| 9 de janeiro de 2015   | Packet Hero (パケットヒーロー)                            | 9                | YouTube |
| 2 de março de 2016     | Sakuran (錯乱)                                            | 10               | YouTube |
| 30 de outubro, 2015    | Miseenen (ミセエネン)                                     | 11               | YouTube |
| 2 de maio de 2015      | Umitagari (うみたがり)                                    | 12               | YouTube |
| 29 de maio de 2015     | Mind Brand (マインドブランド)                             | 13               | YouTube |
| 2 de maio de 2016      | Brain Revolution Girl 2016 ver. (脳内革命ガール2016 Ver.) | 14               | YouTube |
| 2 de maio de 2016      | Rational Time (ラショナルタイム)                          | 15               | YouTube |

### SIU
SIU (japonês: しう) é o segundo álbum do MARETU, lançado em 17 de novembro de 2019.
| Data de lançamento     | Titulo                            | Número do álbum. | URL     |
| ---------------------- | --------------------------------- | ---------------- | ------- |
| 17 de dezembro de 2019 | Magical Doctor (マジカルドクター) | 1                | YouTube |
| 27 de maio de 2016     | Maegamist (マエガミスト)          | 2                | YouTube |
| 8 de abril de 2017     | I'm High (アイムハイ)             | 3                | YouTube |
| 30 de junho de 2017    | White Happy (ホワイトハッピー)    | 4                | YouTube |
| 25 de agosto de 2017   | Uminaoshi (うみなおし)            | 5                | YouTube |
| 29 de setembro de 2017 | Darling (ダーリン)                | 6                | YouTube |
| 1 de janeiro 2018      | Toutetsu (トウテツ)               | 7                | YouTube |
| 16 de março de 2018    | Koukatsu (コウカツ)               | 8                | YouTube |
| 11 de novembro de 2018 | Tool (トゥール)                   | 9                | YouTube |
| 24 de agosto de 2019   | Gokiburi no Aji (ゴキブリの味)    | 10               | YouTube |
| 9 de novembro de 2019  | SIU (しう)                        | 11               | YouTube |

### Singles
| Data de lançamento      | Titulo                                                       | Posições nas paradas                              |
| Data de lançamento      | Titulo                                                       | Top 20 da Billboard Japan Niconico Vocaloid Songs |
| ----------------------- | ------------------------------------------------------------ | ------------------------------------------------- |
| 4 de abril 2011         | Try to Say the P Names! (P 名 言 っ て み ろ ！)             | -                                                 |
| 10 de abril de 2011     | Try to Say Akibawota-P (アキバヲタP言ってみろ)               | -                                                 |
| 13 de abril de 2011     | Try to Say the P Names! Full Version (P名言ってみろ！完全版) | -                                                 |
| 13 de março de 2011     | Try to Say the Family Names! (姓 名 言 っ て み ろ ！)       | -                                                 |
| 10 de junho de 2011     | 24KEYs                                                       | -                                                 |
| 18 de junho de 2011     | Anti-VOCALOID (アンチボーカロイド)                           | -                                                 |
| 14 de agosto de 2011    | Inori (いのり)                                               | -                                                 |
| 10 de fevereiro de 2012 | Road Roller (ロードローラー)                                 | -                                                 |
| 23 de janeiro de 2013   | Tehamint (テーハミント)                                      | -                                                 |
| 20 de setembro de 2013  | Brain Revolution Girl! (脳内革命ガール)                      | -                                                 |
| 27 de dezembro de 2016  | Dokuhaku (ドクハク)                                          | -                                                 |
| 26 de setembro de 2019  | Yamitsuki (ヤミツキ)                                         | -                                                 |
| 21 de maio de 2021      | Namida (ナミダ)                                              | -                                                 |
| 25 de julho de 2021     | Pink (ぴんく)                                                | -                                                 |
| 27 de dezembro de 2021  | New Darling (ニューダーリン)                                 | -                                                 |
| 28 de julho de 2023     | Aishite ita no ni (あいしていたのに)                         | -                                                 |
| 1 de novembro de 2023   | Bakushoku Outo Everyday (爆食嘔吐Everyday)                   | -                                                 |
| 10 de novembro de 2023  | Angel 92 (エンゼル92)                                        | 4                                                 |
| 16 de fevereiro de 2024 | Inochi no Odori (いのちのおどり)                             | -                                                 |
| 23 de março de 2024     | Binomi (ビノミ)                                              | 8                                                 |
| 3 de maio de 2024       | Iya Iya Yo (イヤイヤヨ)                                      | 10                                                |